# Калинников, Иван Петрович
Иван Петрович Калинников (11.09.1904-04.06.1984) — советский инженер-мостостроитель, лауреат Ленинской премии 1962 года.
Член КПСС с 1928 г. В 1935 г. окончил МИИТ.
В 1935—1961 гг. инженер, прораб, начальник техотдела, начальник и главный инженер строительства мостов Мостоотряда № 8. С 1961 г. главный инженер Мостоотряда № 7.
В 1962 г. удостоен Ленинской премии за участие в сооружении мостового перехода через р . Енисей в Красноярске. Мост был возведен по не имеющей аналогов технологии монтажа полуарок весом 1560 тонн с замыканием сводов непосредственно в пролете сооружения.
В 1958-1961 гг. один из руководителей строительства городского моста через Волгу в районе Саратова длиной около 3 км. 
За работу в военное время награждён медалью «За оборону Сталинграда».
Похоронен на Кунцевском кладбище.
Сыновья:
- Калинников Геннадий Иванович (09.07.1944-05.11.1977),
- Калинников Игорь Иванович — 1942 г. рождения, в 1965 г. окончил МВТУ им. Н. Э. Баумана с квалификацией инженер-механик по гироскопическим приборам, ведущий научный сотрудник Института физики Земли им. О. Ю. Шмидта РАН, кандидат физико-математических наук с 1973 года.